# 버트럼 딘
버트럼 베레 딘(영어: Bertram Vere Dean, 1910년 5월 21일 ~ 1992년 4월 14일)은 여동생 밀비나 딘과 함께 1912년 4월 RMS 타이타닉호 침몰의 마지막 생존자 중 한 명이다.